# Гребля Сіді-Якуб
Гребля Сіді-Якуб (Sidi Yakoub) – гідротехнічна споруда на півночі Алжиру.
Греблю спорудили в 1981 – 1986 роках на уеді Арджем (Ardjem), який є лівою притокою уеду Челіф в його середній течії, де він тривалий час тече між хребтами Тель-Атласу у західному напрямку перш ніж прорватись через північний з них та досягнути Середземного моря за сім десятків кілометрів на схід від Орану. Водозбірний басейн вище від споруди складає 920 км2, а її головним призначенням є водопостачання та  іригація.
В межах проекту долину уеду перекрили земляною греблею із глиняним ядром висотою 94 метра, довжиною 395 метрів та шириною по основі 120 метрів. 
Гребля утворила водосховище об’ємом 285 млн м3, з яких 35 млн м3 відносились до «мертвого» об’єму (нижче від позначки 224 метра НРМ). Станом на 2004 рік унаслідок замулювання об’єм скоротився до 252,9 млн м3. Водойма має нормальний рівень на позначці 264 метра НРМ, який під час повені може зростати до 267,5 метра НРМ (гребінь споруди знаходиться на позначці 272 метра НРМ.